# Katholikentag

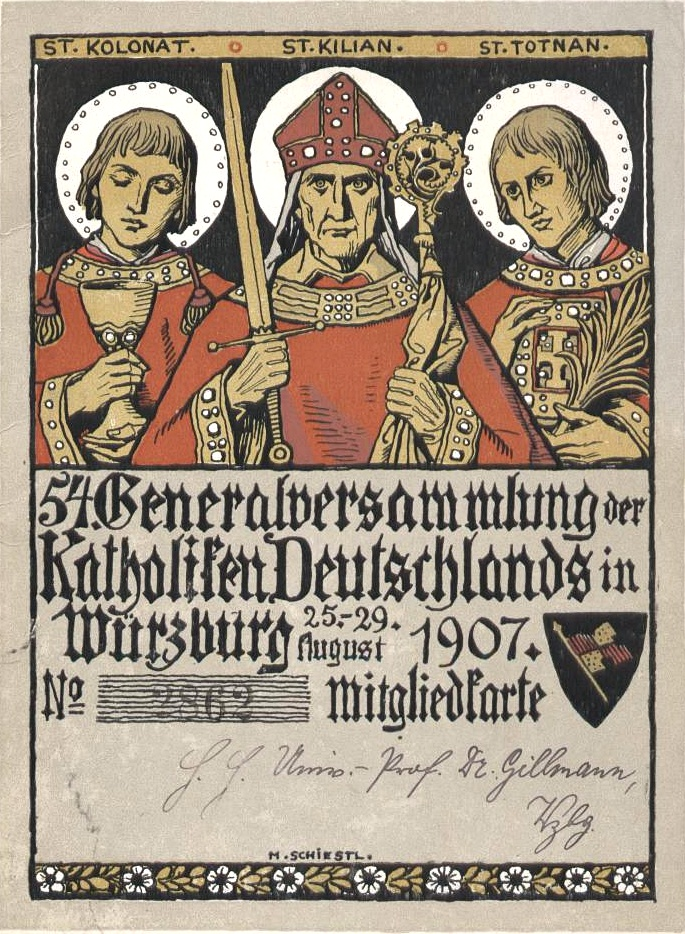
Manifesto per il Katholikentag del 1907

I Katholikentag (in tedesco, letteralmente, "giornate cattoliche") sono incontri periodici organizzati dai laici cattolici tedeschi.

## Descrizione
I Katholikentag vengono organizzati solitamente ogni due anni e in città sempre diverse. Hanno generalmente una duranta 5 giorni: in occasione dell'apertura della manifestazione, generalmente il pontefice invia un messaggio di saluto; gli eventi (incontri, convegni, mostre e e altre iniziative) si concludono di domenica con una solenne celebrazione eucaristica.

## Storia
Il primo Katholikentag, chiamato Generalversammlung der Katholischen Vereine Deutschlands (assemblea generale delle associazioni cattoliche di Germania), ebbe luogo a Magonza tra il 3 e il 6 ottobre 1848 e fu organizzato dalla Piusverein für religiöse Freiheit (Società Pio per la libertà religiosa). In seguito vennero organizzati dal Zentralkomitee der deutschen Katholiken (ZdK).
Continuarono a essere organizzati durante il Kulturkampf di Otto von Bismarck, ma non durante la prima guerra mondiale e sotto il regime nazista.